# Critter Corral
Critter Corral était une attraction située à Frontierland dans le parc Disneyland à proximité de Frontierland Depot, une des gares du Disneyland Railroad. Il s'agissait d'un ranch où l'on pouvait apercevoir différents animaux.
- Ouverture : 12 avril 1992, avec le parc
- Fermeture : juillet 2007
- Attraction suivante : Woody's Roundup Village